# Kurt Andersson (arkitekt)

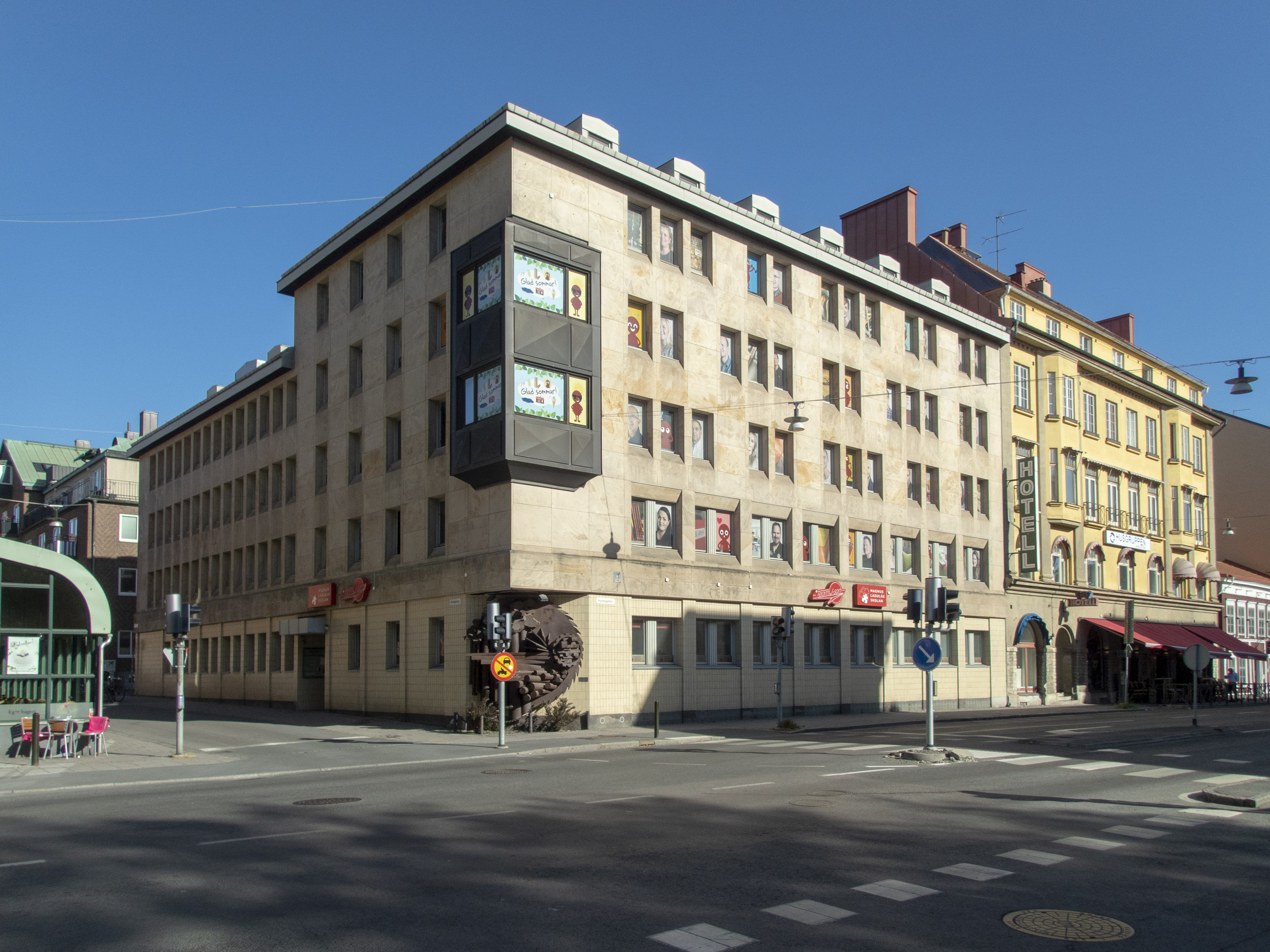
Graniten 15, Jönköping (1977)

Kurt Erik Andersson, född 28 oktober 1924 i Malmö, död 8 maj 2016 i Limhamns församling, var en svensk arkitekt.
Andersson, som var son till trädgårdsmästare Per Andersson och Elisabeth Magnusson, avlade studentexamen 1945 och utexaminerades från Kungliga Tekniska högskolan 1955. Han var anställd hos arkitekt Klas Anshelm i Lund och AB Vattenbyggnadsbyråns kontor i Malmö 1955–1963 och delägare i Bror Thornberg Arkitektkontor AB i Malmö från 1963 (även styrelseledamot). Han ritade bland annat hovrättens annex vid Västergatan i Malmö (1978) och Limhamns polisstation. Andersson är gravsatt i minneslunden på Limhamns kyrkogård i Malmö.